# Konwersja narodowa
Konwersja narodowa – zmiana identyfikacji narodowej charakterystyczna głównie dla grup mniejszościowych, diaspory, oraz mieszkańców pogranicza. Może być również efektem fascynacji obcą kulturą.